# Ocean View
Ocean View è una città degli Stati Uniti, situata nella Contea di Sussex, nello Stato del Delaware. Secondo il censimento del 2000, la popolazione era di 1 006 abitanti. Fa parte dell'area micropolitana di Seaford.

## Storia
La città fu fondata nel 1688 grazie a una donazione di 2 km² donati a Matthew Scarborough da parte del Lord Baltimore. Una leggenda dice che un ragazzo si arrampicò su un albero della zona e che da lì abbia visto le coste dell'Oceano Atlantico, e da qui deriva il nome "Ocean View". Divenne ufficialmente una comunità nel 1899. Ocean View sta sempre più diventando una zona dormitorio per i centri marittimi della zona come Bethany Beach.

## Geografia fisica
Secondo i rilevamenti dello United States Census Bureau, la città di Ocean View si estende su una superficie totale di 5,3 km², tutti quanti occupati da terre.

## Popolazione
Secondo il censimento del 2000, a Ocean View vivevano 1 006 persone, ed erano presenti 321 gruppi familiari. La densità di popolazione era di 191,1 ab./km². Nel territorio comunale si trovavano 751 unità edificate. Per quanto riguarda la composizione etnica degli abitanti, il 97,42% era bianco, l'1,09% era afroamericano, lo 0,20% era nativo, e lo 0,50% era asiatico. Il restante 0,80% della popolazione appartiene ad altre razze o a più di una. La popolazione di ogni razza proveniente dall'America Latina corrisponde all'1,19% degli abitanti.
Per quanto riguarda la suddivisione della popolazione in fasce d'età, il 16,0% era al di sotto dei 18, il 5,1% fra i 18 e i 24, il 21,5% fra i 25 e i 44, il 29,7% fra i 45 e i 64, mentre infine il 27,7% era al di sopra dei 65 anni di età. L'età media della popolazione era di 51 anni. Per ogni 100 donne residenti vivevano 91,6 maschi.